# Дуван-Торцов Ісаак Езрович
Дуван-Торцов Ісаак Езрович (нар. 19 лютого 1873, Євпаторія, Таврійська губернія, Російська імперія — 27 вересня 1939, Париж, Франція) — російський актор, антрепренер, режисер. Караїм за походженням.
Як артист дотримувався найкращих традицій російського класичного театру, відрізнявся в своїй грі великим благородством тону, незважаючи на комічний й побутовий характер свого репертуару.

## Життєпис
Народився й виріс у відомій караїмській родині: батько — громадський діяч і філантроп Езра Ісаакович Дуван. Брат — Семен Езрович Дуван, міський голова Євпаторії. Дід — Сіма Соломонович Бобович, перший гахам кримських караїмів.
Початкову освіту отримав в євпаторійській прогімназії, а потім — у сімферопольській гімназії. У 1896 році закінчив юридичний факультет Київського університету, а три роки по тому став старшим кандидатом при київській судовій палаті. Але адвокатська кар'єра не приваблювала Ісаака Езровича, бо з ранніх років його вабила сцена.

## Театр
Захоплення театром в Ісаака Езровича розпочалося ще зі шкільної лави. Вступивши до університету, брав участь в спектаклях Київського драматичного товариства, протягом двох сезонів грав на сцені київського залізничного театру. У 1901 році запрошений в драматичну трупу М. М. Соловцова, у якого прослужив два сезони в Одесі та Києві. 
У 1904 році Ісаак Езрович зняв міський театр у Вільні, одночасно зайнявся постановкою спектаклів в віленському народному театрі. У 1905 році переніс свою діяльність до Києва, де перебував антрепренером в театрі київського товариства грамотності, а з 1906 року одночасно працював в театрі Соловцова.

### Робота в київському театрі
І. Е. Дуван працював викладачем в драматичній школі київського товариства мистецтва й літератури. Його амплуа — комік-резонер. Найкращі та його улюблені ролі: Городничий («Ревізор» М. В. Гоголя), Подкольосін («Одруження»), Фамусов («Лихо з розуму» О. С. Грибоєдова), Расплюев («Весілля Кречинського» О. В. Сухово-Кобиліна), більшість героїв О. М. Островського.

### Робота в Московському Художньому театрі
Журнали й газети («Русские ведомости», «Рампа і життя», «Московские ведомости», журнал «Театр й мистецтво», який виходив у Санкт-Петербурзі) повідомляли: «У трупу Художнього театру на майбутній сезон [...] запрошений [...] антрепренер Київського театру «Соловцов» м Дуван-Торцов».
У сезоні 1912-1913 років І. Е. Дуван-Торцов зіграв декілька ролей: Короткова («Живий труп»), Ступендьєва («Провінціалка»), Хліба («Синій птах»), Михайла Головіна («Цар Федір Іоанович»), Беральда («Уявний хворий»), де його партнером був сам патріарх російської сцени К. С. Станіславський.
У 1913 році в театрі відновлений спектакль «У житті в лапах» К. Гамсуна. Декілька акторів введені в нову постановку, в тому числі й І. Е. Дуван-Торцов — він виконував маленьку роль кузена Теодора.
Період життя в МХТ виявився нетривалим. У 1914 році Ісаак Езрович завершив свою діяльність в Художньому театрі. В. Шверубович, син актора Василя Качалова, в своїй книзі «Про старий Художній театр» так згадує про нього:
|  | ... І. Е. Дуван-Торцов вступив в трупу МХТ. Грав він дуже мало й тримав себе надзвичайно скромно, навіть несміливо. Я пам'ятаю його в крихітній ролі кузена Теодора (У житті в лапах) і Хліба (Синій птах) та в Другій студії, де він в черзі з Аслановим грав у «Зеленому кільці» роль батька Фіночки. Після революції він якимось чином опинився в Софії, де його запросили на посаду головного режисера драматичної трупи. |

Рішення про відхід з МХТ було непростим. В одному зі своїх листів, адресованих В. І. Немировича-Данченка, він зауважує:
|  | Я прекрасно знаю по собі, як важко йти з такого театру, як Ваш, і як багато мук треба прийняти, перш ніж зважитися на це ... І досі в глибині душі невпинно ворушиться сумнів — чи треба було йти! .. |

У тому ж році Дуван-Торцова запросили Загальним керівником у Загальнодоступний драматичний театр у Каретний ряд. Будучи дійсним членом Імператорського російського театрального товариства, підписав договір з В. П. Суходольським, який відкривав з сезону 1914-1915 року в приміщенні Вільного театру в будинку Щукіна Драматичний театр. Але тривав договір всього 1 рік і 4 місяці, потім була II студія Художнього театру, з 1917 року Ісаак Езрович — директор київського театру «Соловцов».

### Еміграція
У 1919 році виїхав до Болгарії і зіграв головні ролі у фільмах «Господар життя», «Господар і працівник» (1919), «Яшка-скакун» (1919).
У 1920-их роках Дуван-Торцов працював в берлінському театрі «Синій птах» і в «Празької групі» Московського Художнього театру, переважно як режисер.
У 1933 році І. Е. Дуван-Торцов разом з Олександром Пилиповичем Череповим заснували Росыйський загальнонародний театр, який розмістився в Російському домі. На сцені переважо представлена була класика й патріотичні п'єси, а також такі спектаклі як «Псише» Ю. Д. Бєляєва, «Перша муха» В. О. Крилова. При цьому театр обходився без будь-якої допомоги.
19 листопада 1933 року на основній сцені театру Черепова й Дуван-Торцова (в Російському домі імені імператора-мученика Миколи II) зыграли в постановці Дуван-Торцова «Весілля Кречинського». 20 січня 1934 року Черепов ставив п'єсу С. О. Найдьонова «Діти Ванюшина»; Ісаак Езрович зіграв роль Ванюшина.
Помер 27 вересня 1939 року в Парижі.

## Фільмографія
Грав головні ролі у фільмах:
- «Хазяїн життя», 1918,
- «Хазяїн і робітник» (1919. Київське ательє «Художній екран»), режисер Михайло Бонч-Томашевський,
- «Яшка — скакун» (1919, Одеське ательє К.Боржова).